# Gerardo V d'Armagnac
Gerardo d'Armagnac, in francese: Géraud V d'Armagnac (... – 1219), fu visconte di Fezensac e poi conte d'Armagnac e di Fezensac, dal 1215 alla sua morte.

## Origine
Gerardo, secondo lo storico francese Jean de Jaurgain era il figlio secondogenito del visconte di Fezensac, Bernardo di Lomagne e di Geralda di Foix, che sempre secondo Jean de Jaurgain era figlia del conte di Foix, Ruggero III e della moglie Cecilia Trencavel, che era figlia del visconte di Carcassonne, d'Albi e di Béziers, Raimondo I Trencavel e della sua prima moglie, Adelaide, di cui non si conoscono gli ascendenti.
Bernardo di Lomagne, sempre secondo Jean de Jaurgain, era il figlio primogenito del signore di Fimarcon, Oddone di Lomagne e della moglie, Mascarose d'Armagnac, come viene confermato anche dalle Europäische Stammtafeln, vol III cap. 3. 569 (non consultate), che era figlia del conte d'Armagnac e di Fezensac, Gerardo III e di Anicelle o Azelma di Fezensac, che, secondo la Genealogia Comitum Guasconiæ era figlia del conte di Fezensac, Astanova II (Astam-Novam)e della moglie di cui non si conoscono né il nome né gli ascendenti.

## Biografia
Secondo Jean de Jaurgain, nel 1184, suo padre Bernardo ricevette la viscontea di Fezensac, dallo zio, il conte d'Armagnac e di Fezensac, Bernardo IV; il documento n° LXVII del Cartulaire de l'abbaye de Gimont, del 1187, inerente ad una donazione, lo cita come visconte di Fezensac (Bernardus d’Armaniac vice comes de Fezensagued).
Alla morte del padre, verso il 1193, il fratello primogenito, Bernardo gli succedette come visconte di Fezensac; e, alla morte, senza eredi, del fratello primogenito, verso il 1200 (nel 1194 e nel 1198, Bernardo viene citato in due documenti come visconte di Fezensac), Gerardo gli succedette.
Secondo Pierre de Guibours, detto Père Anselme de Sainte-Marie o più brevemente Père Anselme, nel 1204, il conte d'Armagnac e di Fezensac, Gerardo IV sottoscrisse una donazione alla chiesa di Acqs, fatta dal re di Castiglia, Alfonso IX di León.
Jean de Jaurgain ricorda che la morte del cugino, il conte Gerardo IV, senza eredi legittimi, avvenne tra il 1204 ed il 1215 e a lui succedette Gerardo come Gerardo V.
Ancora secondo Père Anselme, dopo che Simone IV di Montfort, divenuto capitano generale dell'esercito Crociato nella crociata contro gli albigesi, aveva conquistato Carcassonne ed era divenuto visconte di Béziers e Carcassonne, Gerardo IV gli rese omaggio per le contee d'Armagnac e di Fezensac.
Poi (nel 1213), assieme al fratello Ruggero, partecipò all'assedio di Tolosa; mentre Jean de Jaurgain questi due avvenimenti li riporta come avvenuti durante il periodo di Gerardo V.

Jean de Jaurgain riporta la morte di Gerardo V, nel 1219 e gli succedette il figlio primogenito, Pietro Gerardo; mentre secondo Père Anselme nel 1219 morì Gerardo IV (per i Documens historiques et généalogiques sur les familles et les hommes remarquables du Rouergue, Gerardo IV morì nel 1229 e per entrambi a Gerardo IV succedette il figlio, Bernardo V.

## Discendenza
Gerardo da una moglie di cui non si conosce né il nome né gli ascendenti ebbe tre figli:
- Pietro Gerardo († 1241), conte d'Armagnac e di Fezensac[13]
- Bernardo († 1245), conte d'Armagnac e di Fezensac dopo il fratello[13]
- Mascarosa († prima del 1245), sposata con Arnaldo Oddone († 1256), visconte de Lomagne, che ebbero una sola figlia[13]:
  - Mascarosa († 1254), contessa d'Armagnac e di Fezensac, che sposò Eschivat de Chabanais[13].

### Fonti primarie
- (LA)  Rerum Gallicarum et Francicarum Scriptires, tomus XII.
- (FR)  Histoire Générale de Languedoc, Tome IV, Notess.
- (LA)  Cartulaire de l'abbaye de Gimont.
- (FR)  Histoire généalogique et chronologique de la maison royale de France, tomus III.
- (FR)  Documens historiques et généalogiques sur les familles et les hommes remarquables du Rouergue.

### Letteratura storiografica
- (FR) La Vasconie, étude historique et critique, vol II, su 1886.u-bordeaux-montaigne.fr. URL consultato il 23 dicembre 2018 (archiviato dall'url originale il 15 dicembre 2018).